# Ophiogomphus susbehcha
Ophiogomphus susbehcha là loài chuồn chuồn trong họ Gomphidae. Loài này được Vogt & Smith miêu tả khoa học đầu tiên năm 1993.

## Hình ảnh

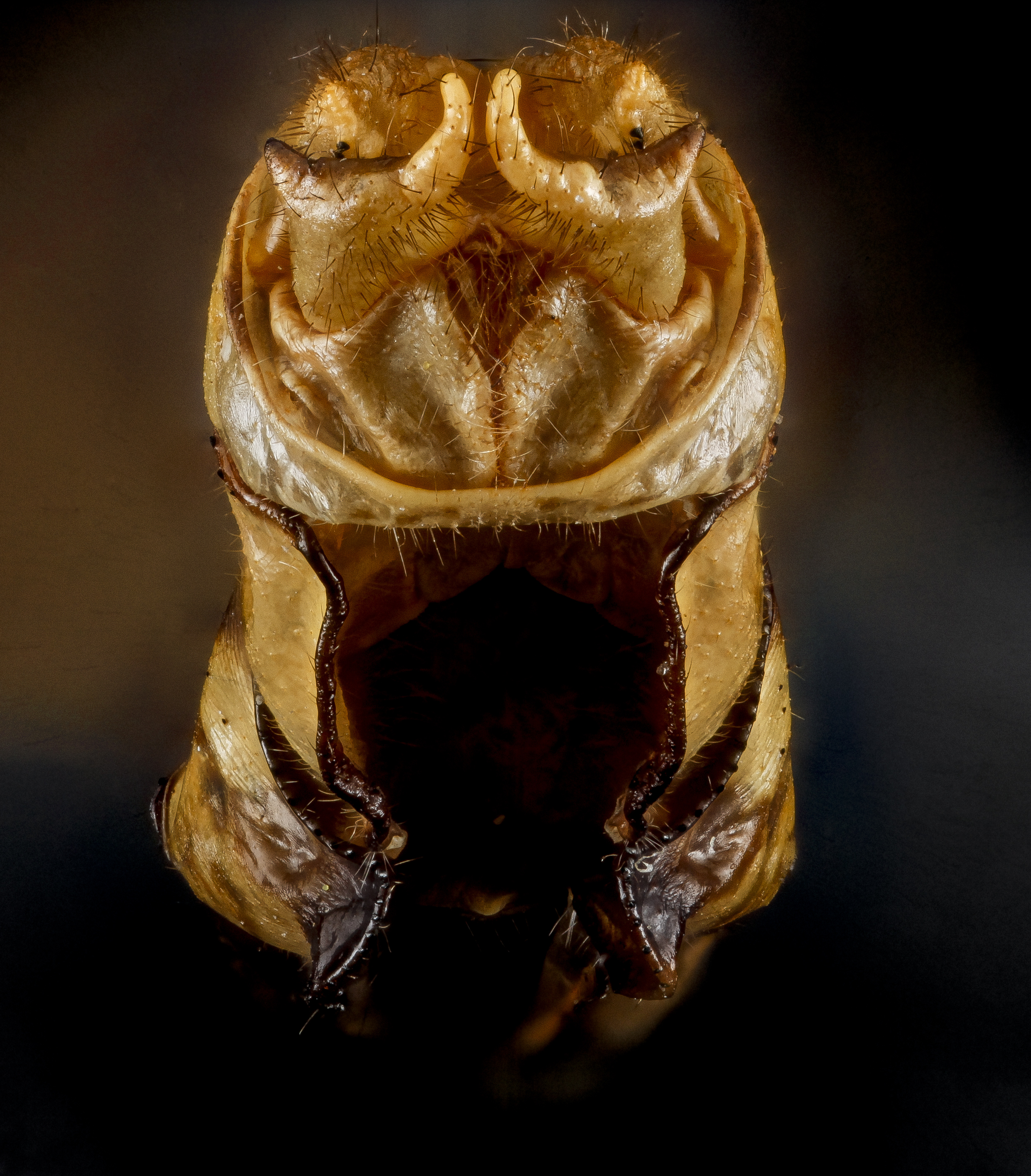
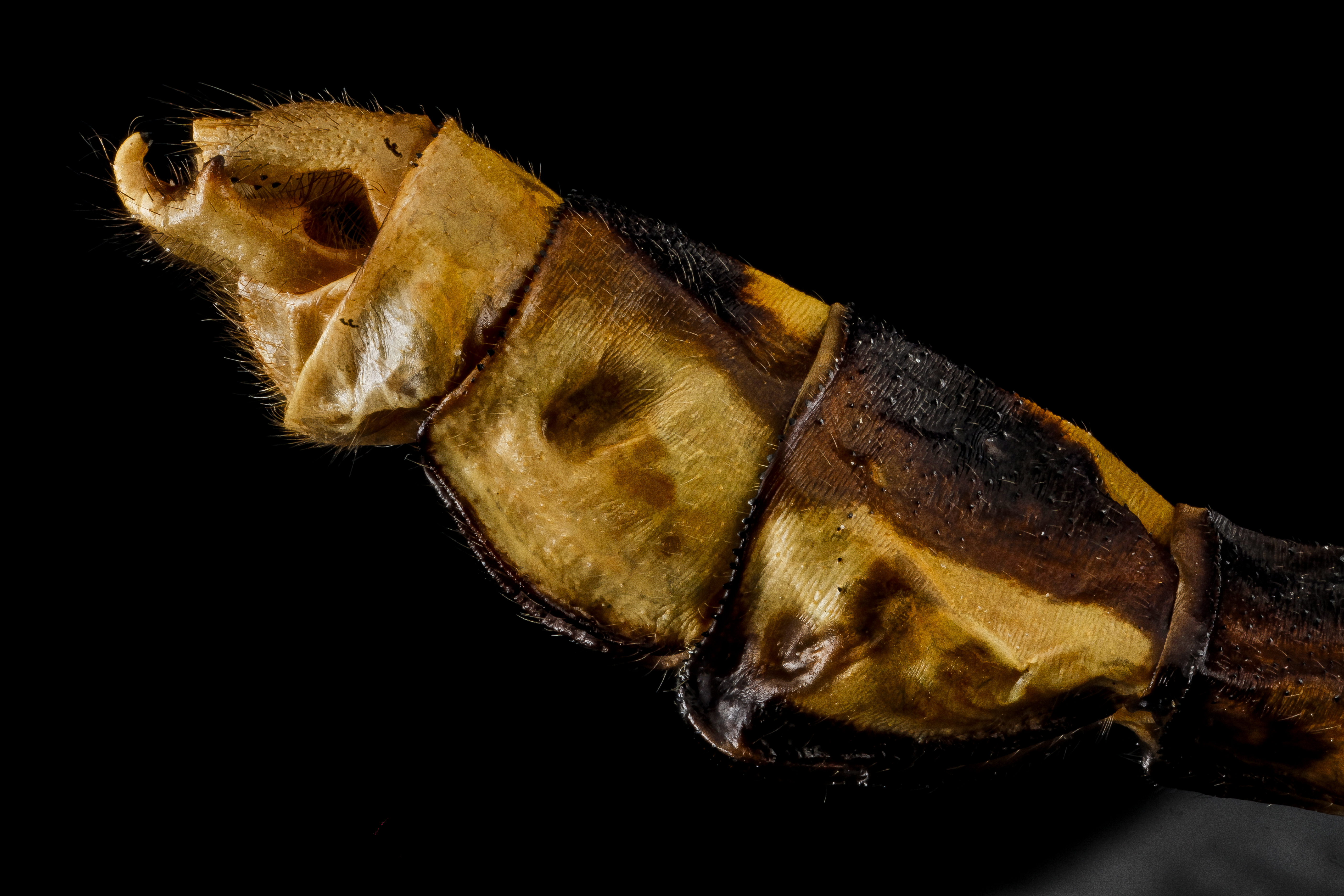
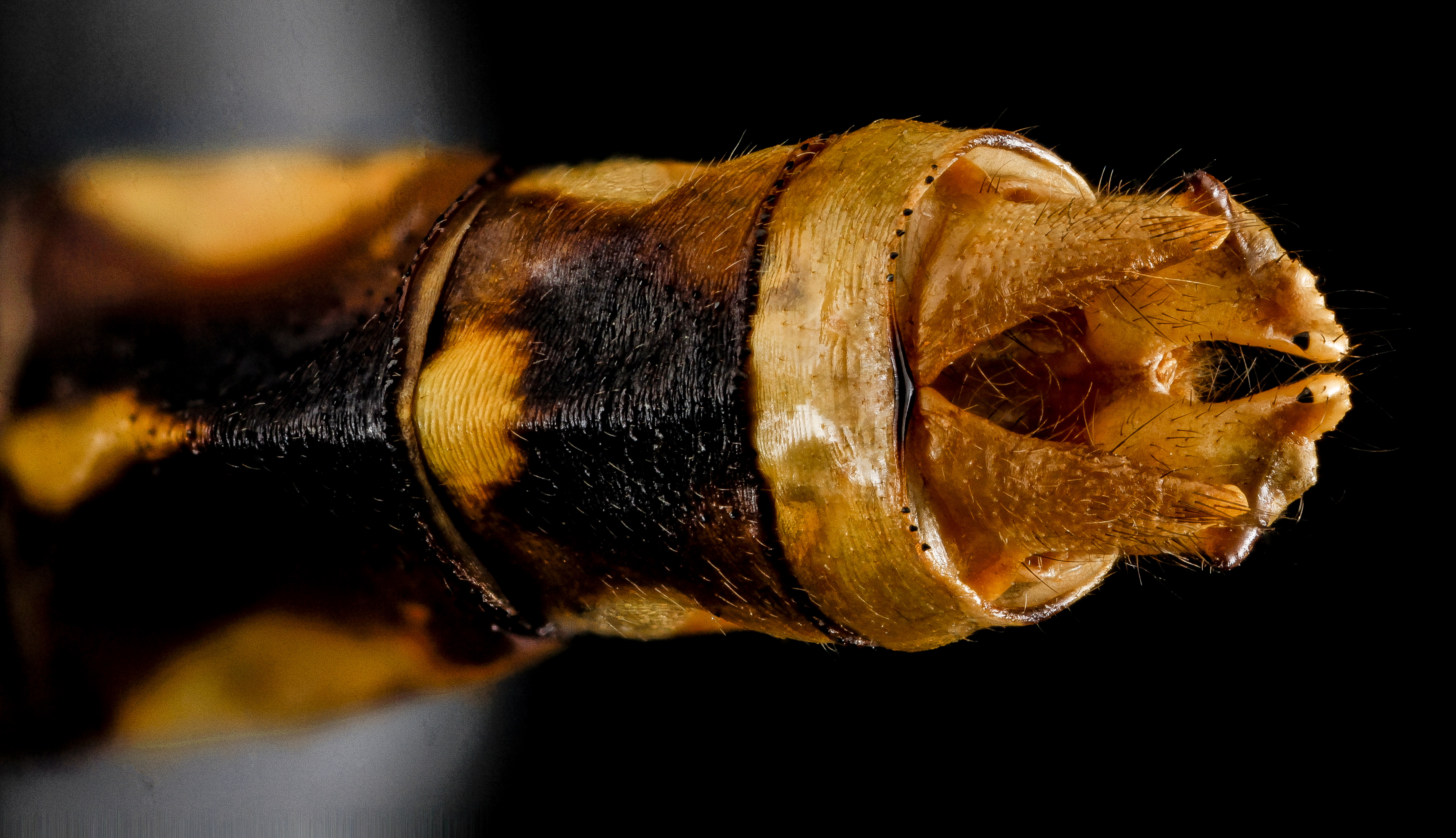
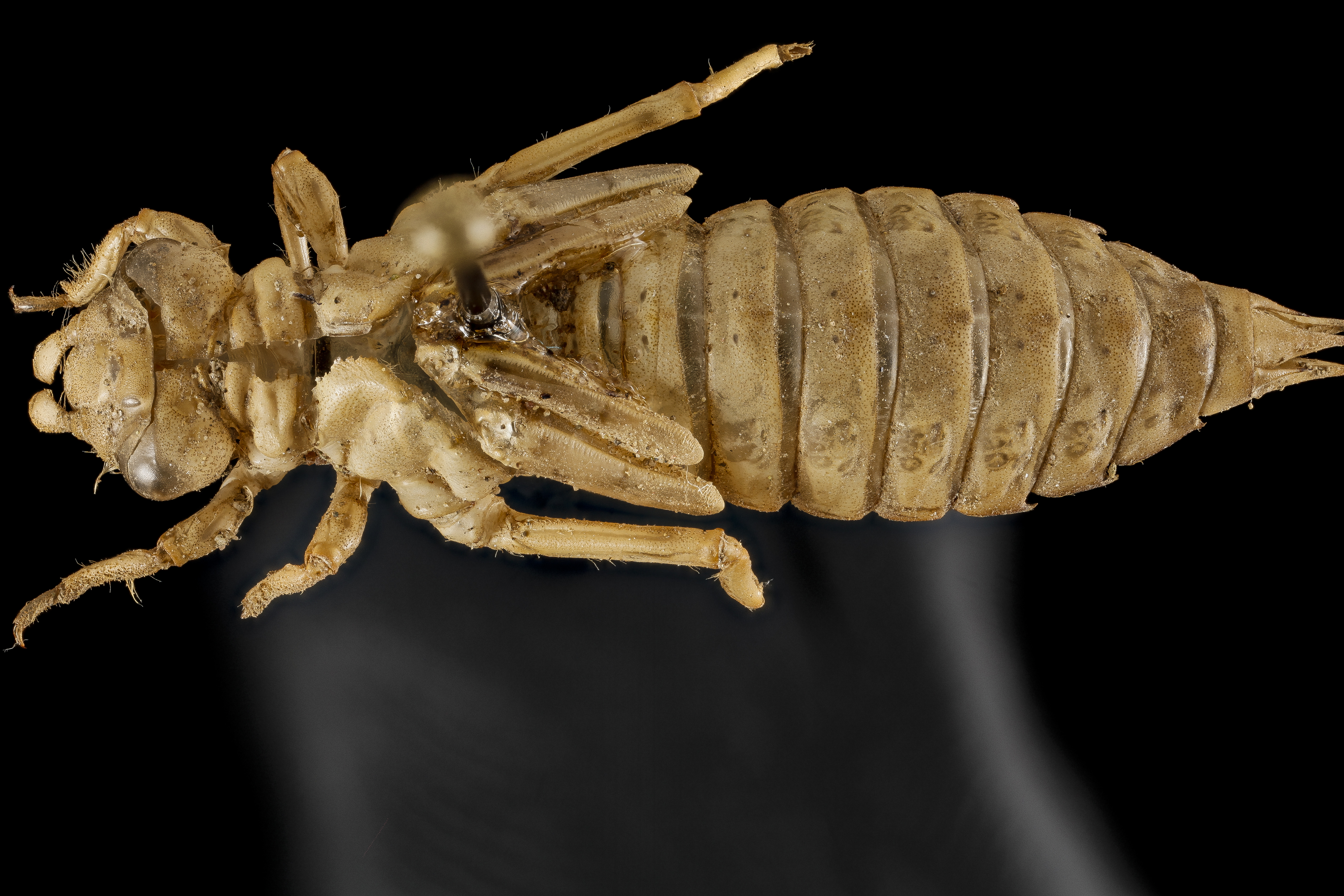